# 無限後退

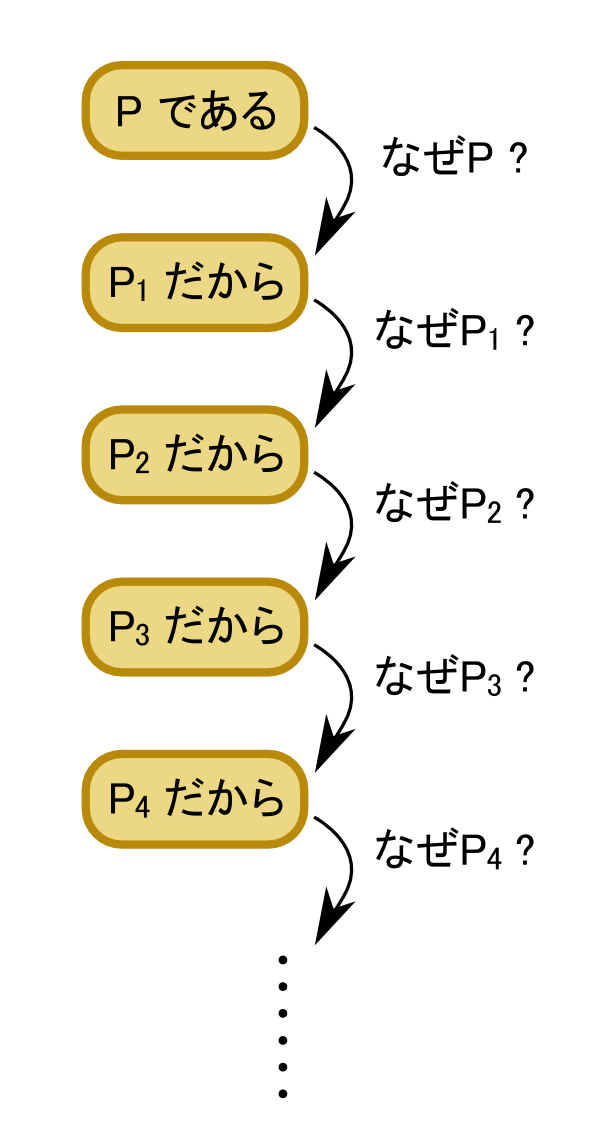
無限後退の概念図。「なぜ」と「なぜならば」の連鎖が無限に続く。

無限後退（むげんこうたい、英: Infinite regress）とは、ものごとの説明または正当化を行う際、終点が来ずに同一の形の説明や正当化が、連鎖して無限に続くこと。一般に説明や正当化が無限後退に陥った場合、その説明や正当化の方法は失敗したものと見なされる。同一の形の説明が果てしなく続く、という意味で循環論法と似ているが、循環論法が一般にループするタイプの説明や正当化の連鎖を指すのに使われるのに対し、無限後退は一般に直線的な形の説明や正当化の連鎖を指すのに使用される、という違いがある。無限背進（むげんはいしん）、無限遡行（むげんそこう）、無限退行（むげんたいこう）などとも言われる。

## 概要
ものごとの説明、正当化の連鎖は、究極的には説明なき原理もしくは独断を終点とするか、または循環論法に入るか、または無限後退に陥らざるを得ない、と考えられる。このことはミュンヒハウゼンのトリレンマ（またはアグリッパのトリレンマ）と呼ばれるが、この三つのどの選択肢をより問題の少ないものと考えるかは、真理や知識に関する認識論上の立場と関わる。説明なき原理を終点とすることは基礎づけ主義と親和性を持つ。循環論法を認めることは整合説と親和性が高い。無限後退を受け入れる立場はあまり有名なものではないが、無限主義（Infinitism）と呼ばれ幾らかの論者がそれを擁護している。

## 実例
無限後退として有名な説明として次のようなものがある。

### 神の宇宙論的証明
歴史的に有名な無限後退に陥る議論として、神の宇宙論的証明と呼ばれる議論がある。次のような議論である。
- 前提1 存在するものには必ず原因がある。
- 前提2 世界が存在する。
- 結論 よって世界の原因が存在する（それを神と呼ぶ）。

こうして宇宙の存在から神の存在が示される。これが神の宇宙論的証明である。しかしこれはすぐに無限後退に陥る。次のようにである。
- 前提1 存在するものには必ず原因がある。
- 前提2 神が存在する。
- 結論 よって神の原因が存在する（それをAと呼ぶ）。

こうして神の原因であるAの存在が示される。すぐ分かるだろうが、この過程は同じ形で終わりなく繰り返される。世界の原因としての神がある、神の原因としてのAがある、Aの原因としてのBがある、Bの原因としてのCがある、Cの原因としてのD、・・・（以下略）。

### ホムンクルスの誤謬

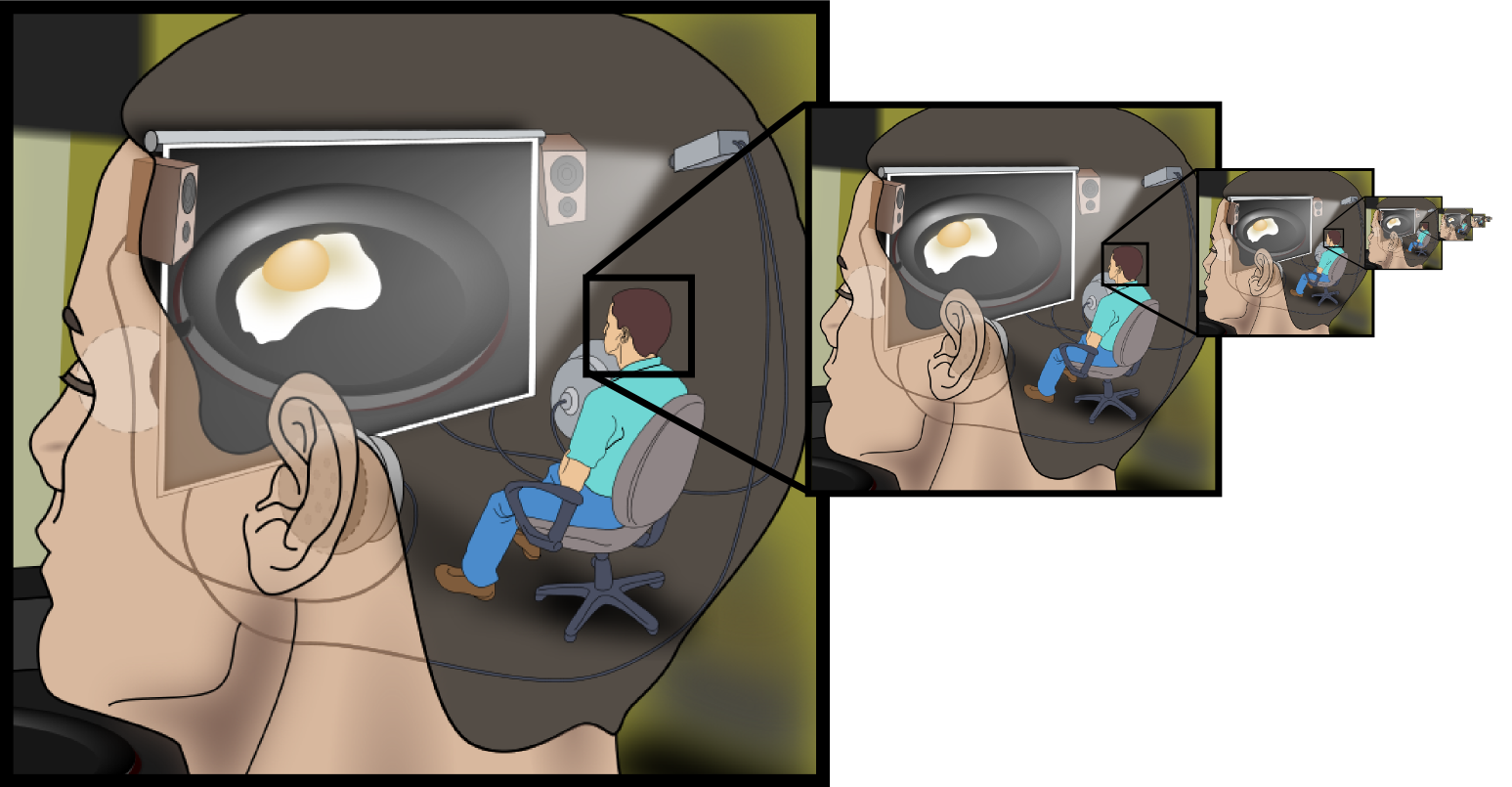
「脳内の小人」というアイデアはすぐ無限後退に陥る（ホムンクルスの誤謬）

無限後退に陥る別の有名な議論として「ホムンクルスの誤謬」と呼ばれる議論がある。
- 問い：目や耳から脳に入った情報を見たり、聞いたりできているのはなぜか。
- 説明：それは脳の中にいる小人（ホムンクルス）が、脳の活動を観察しているからだ。

こうして脳の中に小人が居ることが示唆される。しかしこの説明はすぐに無限後退に陥る。次のようにである。
- 問い：しかしその小人が、自分の目や耳から自分の脳に入った情報を見たり、聞いたりできているのはなぜか。
- 説明：それはその小人の脳の中に、更にちいさい別の小人Aがいて、その小人Aが小人の脳の活動を観察しているからだ。

この説明の過程は終わりなく続く。人間の脳の中には小人がいて、その小人の脳の中には小人Aがいて、その小人Aの脳の中には小人Bがいて、その小人Bの脳の中には小人Cがいて、その小人Cの脳の中には小人Dがいて、・・・・（以下略）。
また、ルイス・キャロルのあらわした『亀がアキレスに言ったこと』は、（タイトルから察せられるように）ゼノンのパラドックスとの類似性を示した例でもある。